# Lara van Niekerk
Lara van Niekerk (13 de mayo de 2003) es una deportista sudafricana que compite en natación, especialista en el estilo braza.
Ganó una medalla de bronce en el Campeonato Mundial de Natación de 2022 y una medalla de plata en el Campeonato Mundial de Natación en Piscina Corta de 2022, ambas en la prueba de 50 m braza.

## Palmarés internacional
| Campeonato Mundial                  | Campeonato Mundial    | Campeonato Mundial | Campeonato Mundial |
| Año                                 | Lugar                 | Medalla            | Prueba             |
| ----------------------------------- | --------------------- | ------------------ | ------------------ |
| 2022                                | Budapest (Hungría)    | Medalla de bronce  | 50 m braza         |
| Campeonato Mundial en Piscina Corta |                       |                    |                    |
| Año                                 | Lugar                 | Medalla            | Prueba             |
| 2022                                | Melbourne (Australia) | Medalla de plata   | 50 m braza         |